# 阿尔费纳
阿尔费纳是葡萄牙波尔图区的一个堂区。总面积12.83平方公里，总人口20000人，人口密度cercade1600人/平方公里。